# Átový komplex
Átové komplexy jsou soli vzniklé reakcemi Lewisových kyselin s Lewisovými zásadami, kde centrální atom (z Lewisovy kyseliny) zvyšuje svou vaznost a získává záporný náboj. (vaznost je zde totožná s koordinačním číslem).
Pojmenování átový komplex zavedl Georg Wittig v roce 1958.
Átové komplexy jsou běžné u přechodných kovů (skupiny 3-11), a také kovových či polokovových prvků skupin 2, 12 a 13. Jsou popsány i u vyšších oxidačních čísel prvků třetí a dalších period skupin 14–18.
Átové komplexy jsou protějšky oniových iontů.
Lewisovy kyseliny vytváří átové ionty reakcemi centrálních atomů s donory (ligandy typu 2 e– X), kde získávají vazbu navíc a tvoří záporně nabitý ion (anion).
Lewisovy zásady tvoří onové ionty, pokud centrální atom reaguje s akceptorem (ligandem typu 0 e– Z), kde se vznikem nové vazby utváří kation.